# Simptom
Simptomul (din limba greacă:symptoma < syn – cu, piptein – a cădea, accident) este o îndepărtare de la o funcție  sau sentiment normal, remarcat și de pacient și care indică prezența unei boli sau anomalii. Un simptom este observat subiectiv de către pacient  și nu măsurat.

## Diferența dintre simptom și semn
Un simptom poate fi definit mai simplu ca fiind orice aparență care este observată de către pacient. Un semn este observat de alte persoane. Acesta nu este neapărat natura semnului sau simptomului care-l definește, ci faptul că cine îl observă.